# 北京环球度假区
北京环球度假區（英語：Universal Beijing Resort），是坐落于中华人民共和国北京市通州区文景街道的大型綜合度假區，为亚洲第三座、世界第五座环球主题公园，于2021年9月20日正式向公众开放。北京环球度假区位于北京东六环与京哈高速公路交汇处施园桥的西北方向，北京城市副中心南部的通州文化旅游区，由中美合资的“北京国际度假区有限公司”负责主体投资、运营，其中以北京首旅集团为首的“北京首寰文化旅游投资有限公司”持股70%，美国NBC环球集团全资子公司“环球北京业主控股有限责任公司” 持股30%，投资超过300亿元。度假區包括了環球影城主題公園、度假酒店、商業街等設施。

## 歷史

《北京城市副中心控制性详细规划（街区层面）（2016年—2035年）》 1202街区规划图则

### 双方接触
2000年前后，北京认为规划、发展娱乐旅游产业会促进城市发展，遂计划引进世界知名的大型主题公园并开始考察工作。同一时期，NBC环球也计划在亞洲兴建主题公园，并针对北京等地展开了调研工作。2001年，环球影城主题公园驻北京代表处负责人主动拜访北京市旅游局，双方多次磋商在北京建设环球影城的相关事宜。10月，环球影城主题公园及度假区集团董事长威廉姆斯一行人抵达北京并与北京市签署《合资协议》，明确“要建设和运营国际一流的主题公园”。

### 筹备与获批
2001年11月，北京环球影城主题公园中美联合筹备处成立，开始对市场进行调研，并确定了引入22个大型项目等园区规划。2002年底，北京环球影城主题公园的可行性研究完成，并于2003年将项目建议书上报国家发展计划委员会，但由于国家宏观调控政策，项目审批进程暂缓。2008年，北京市政府决定将该项目作为城市发展建设的重点项目，再次上报中国国务院。当年12月，作为中方主要投资者、开发者和建设者，北京首都旅游集团与环球集团签署了以知识产权许可为核心的框架协议，并将申请文件上报国家发展改革委。2009年2月，该项目上报至发改委，但未获回复。时任北京市发改委主任的张工表示，国务院方面希望进一步压缩项目投资规模，并加入更多中国元素。此后该项目的审批工作一直未得到实质性进展。
2013年3月8日，中国国务院11个部门联合下发《关于规范主题公园发展的若干意见》，为项目获批带来政策曙光，值此机会，当地将项目名称从环球影城更名为北京国际旅游度假区，并上报至发改委。当年6月，国务院第14次常务会议研究同意北京市建设环球影城项目的意向。7月，通州区梨园镇南的项目选址区启动拆迁工作。11月，该项目的投资主体首寰投资成立，该公司由原开发商首旅集团为主，联合北京市属、通州区属的多家国有企业所组成。12月，首寰投资与NBC环球签订以知识产权许可为核心的框架协议，并将申请上报国务院待批。2014年9月25日，经国务院审核同意，项目获国家发改委批准，正式确定落地。2015年9月13日，中美雙方合资协议签署，涉及二十多项重要商务协议。

### 项目建设
2018年7月27日，北京环球度假区正式开工建设。预计北京环球影城最快可於2020年正式落成啟用。2016年，萧太后河就开始水域更新工程，在环球影城范围内改道南移，将会围抱该旅游区。項目开始时获批總面積達400公頃，比目前全球最大的環球影城奧蘭多環球影城還要多出60公頃，屆時，北京环球影城將成為全球最大的環球影城度假村。
2019年2月20日，北京環球影城游乐园品牌確定正式名稱為“北京環球度假區”，19年年底，北京环球度假区的主体工程结构全部完工封顶。
2020年12月31日，度假区核心系统与装潢全面完工，并进入调试和筹备营业阶段。
2021年7月，涉及北京环球度假区开园的33条市政道路全部完成验收并具备通车条件，形成“五横五纵”路网体系，同时包括人员培训、服务细节打磨、演出彩排、餐厅运营及餐饮服务测试在内的第一阶段压力内测以及对游乐设施及骑乘设备的多场景模拟测试也于7月进行。
2021年8月21日，北京通州警方逮捕了4名在网络平台倒卖环球度假区内部测试票的人士。
2021年8月24日，北京环球度假区宣布于9月1日正式向受邀客人开始试运行。
2021年8月30日，北京环球度假区宣布将于9月20日正式向公众开放，正式开园后，北京环球影城主题公园需凭门票进入，北京环球城市大道则无需购票。同年9月2日，环球城市大道开始对非受邀游客开放。

### 启动运营
2021年9月19日至21日，北京环球度假区实行中秋假期客流管控措施，只有持北京环球影城门票、环球城市大道电影院电影票或有效酒店房间预订证明的游客方可进入北京环球城市大道。2021年9月20日上午11时10分，北京环球度假区一期正式開放，比原计划提前50分钟正式启动运营。官方估计人均總消费大约落在3300元左右，但即使加上疫情因素人流限制，如此的體驗仍十分受到欢迎，尤以“哈利·波特的魔法世界”园区的客量最高，且环球影城内以及城市大道上的一些餐厅也时常需要排队，但北京环球影城独有的“功夫熊猫盖世之地”客量较少，甚至无需等待即可入场。
环球度假区开园后，游客单日步数可达3万步，一些游客在夜间为缓解游玩一天后的疲惫而前往距环球度假区5公里外的按摩店，导致按摩、足疗被调侃为“环球影城最先带动的周边产业”。除足疗店之外，环球度假区周边的商場、餐厅、酒店均受惠，夜间订单量來客人數也都大幅上涨，部分位于土桥等周边地区的商户甚至在店名中加上“环球影城店”以资揽客，還不只遊客，一些平常的中餐厅也对环球度假区工作的员工訂餐提供优惠。此外由于园区内“哈利波特的魔法世界”魔法袍脱销，租赁魔法袍、魔杖等系列周边产品的店铺也随之兴起，归还地点分布于花庄、高楼金等地铁站周边。
2022年，因疫情加劇因素導致生意不佳，並因此裁撤部分雇用人員，期間更是數度關閉營業，其後政府消息表示園區會依規盡力保障，疫情結束後恢復正常營業，園區考慮人潮眾多，2023年4月起，區域內謝絕商業團體旅拍、但允許非商業用或私人攜帶一個單反自行拍照，期間曾因暴雨、悼念江澤民等原因各關閉過一次。

## 設施

#### 主題公園

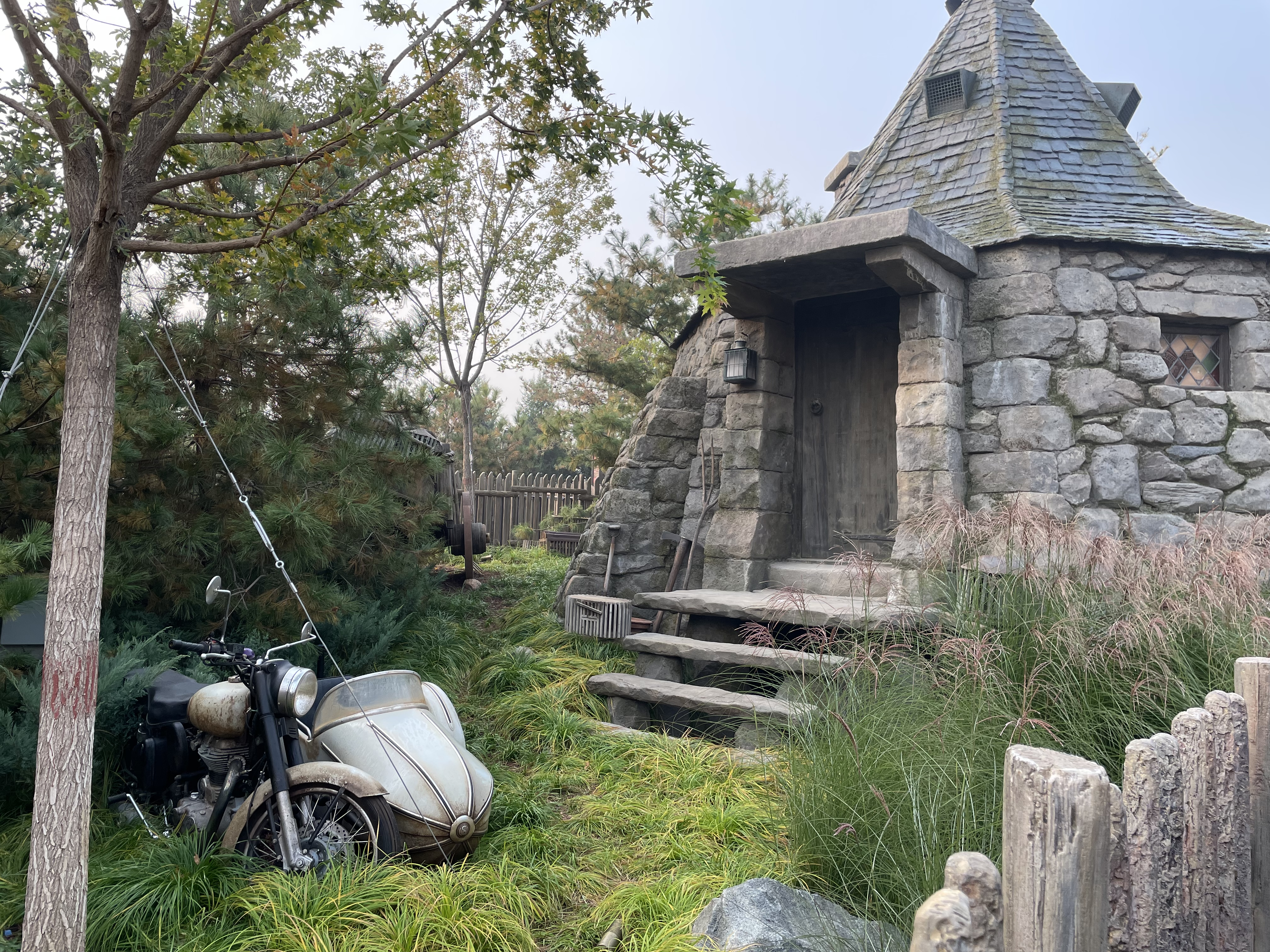
鹰马飞行™排队区的海格小屋

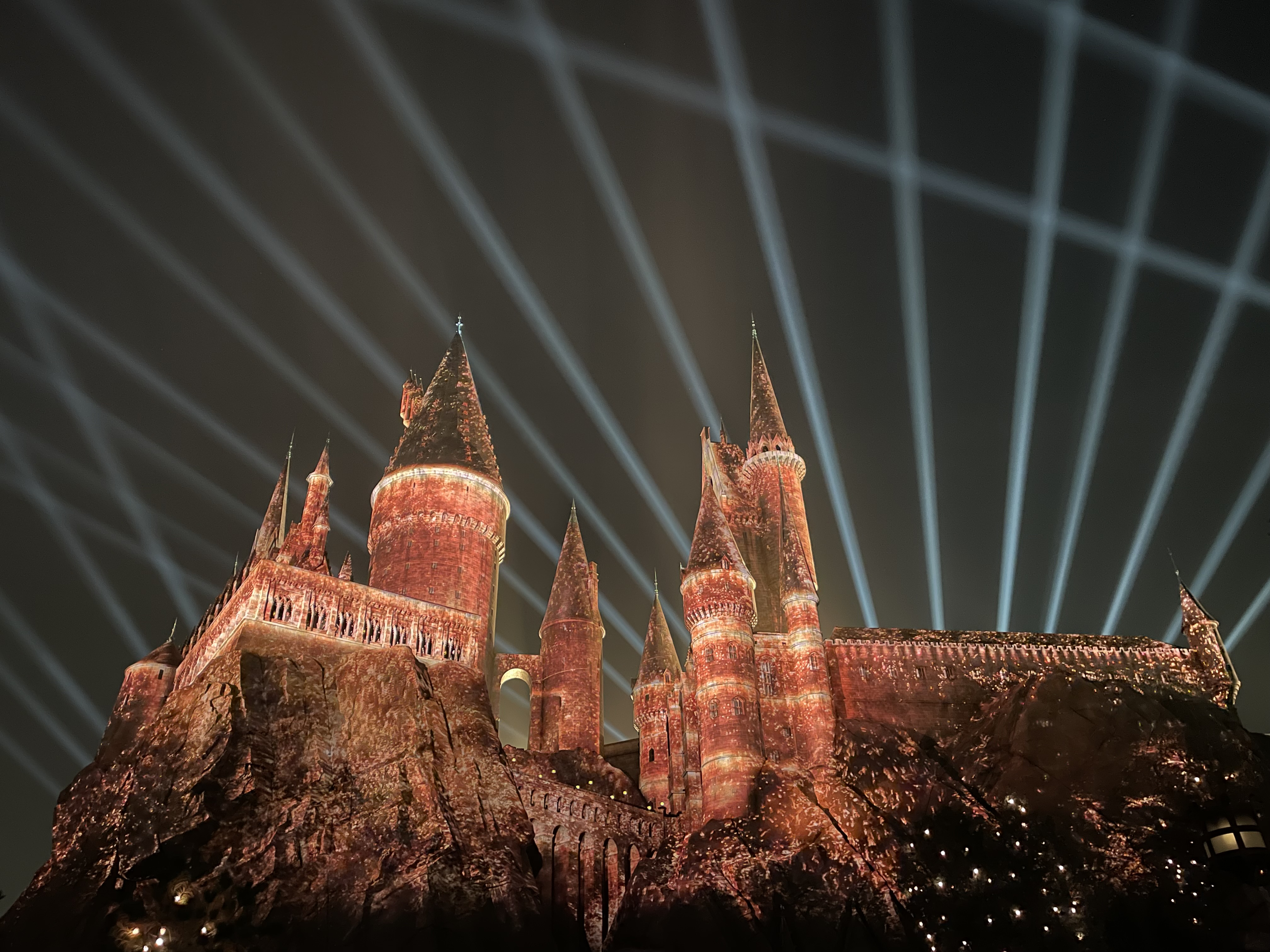
霍格沃茨™城堡夜间灯光庆典

- 北京環球影城（一期工程下设七个主题景区）
  - 哈利·波特的魔法世界™
  - 变形金刚基地
  - 功夫熊猫盖世之地
  - 好莱坞
  - 未来水世界
  - 侏罗纪世界努布拉岛
  - 小黄人乐园

#### 度假酒店

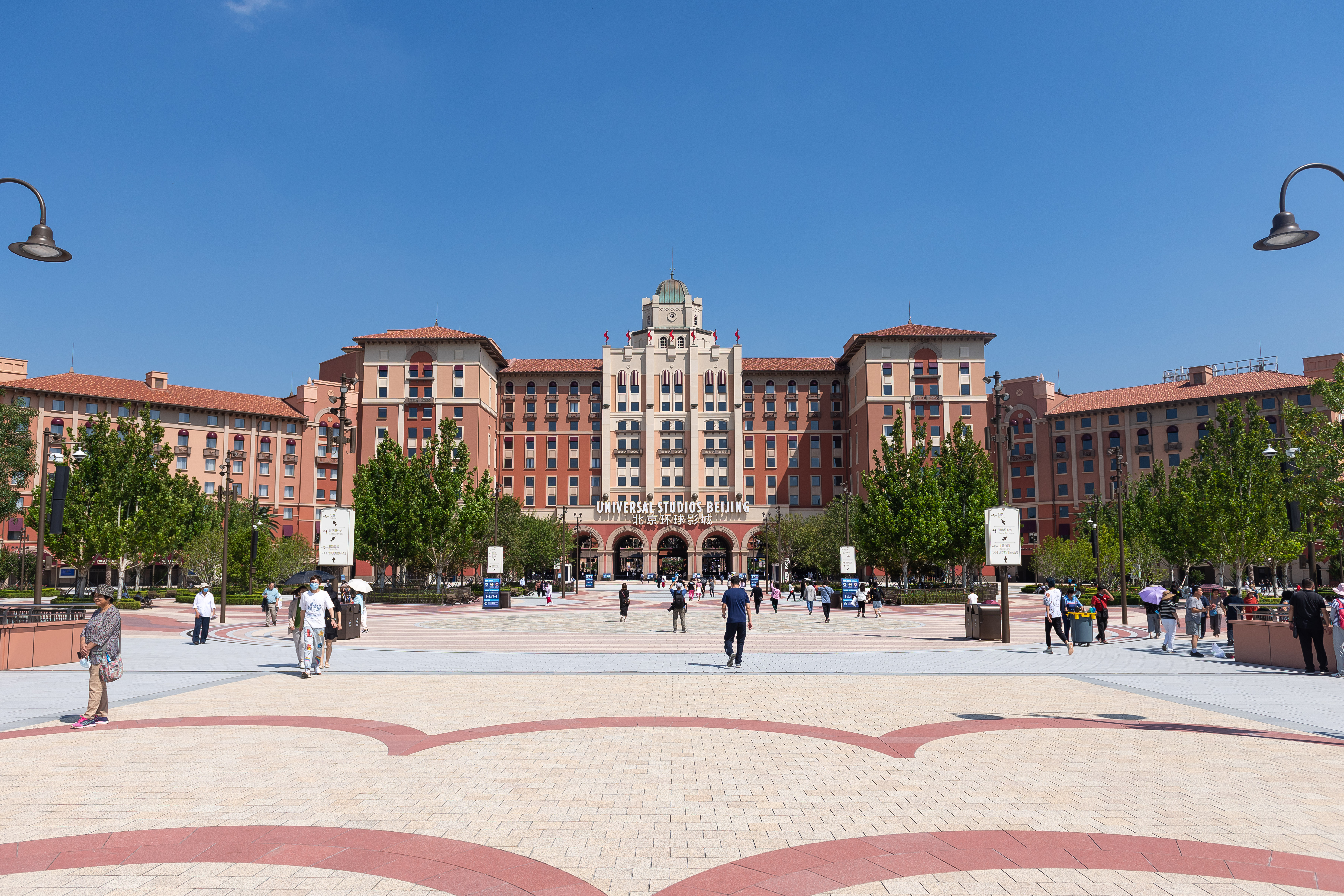
位于环球影城检票口上盖的环球影城大酒店

- 环球影城大酒店
- 诺金度假酒店

#### 商業區

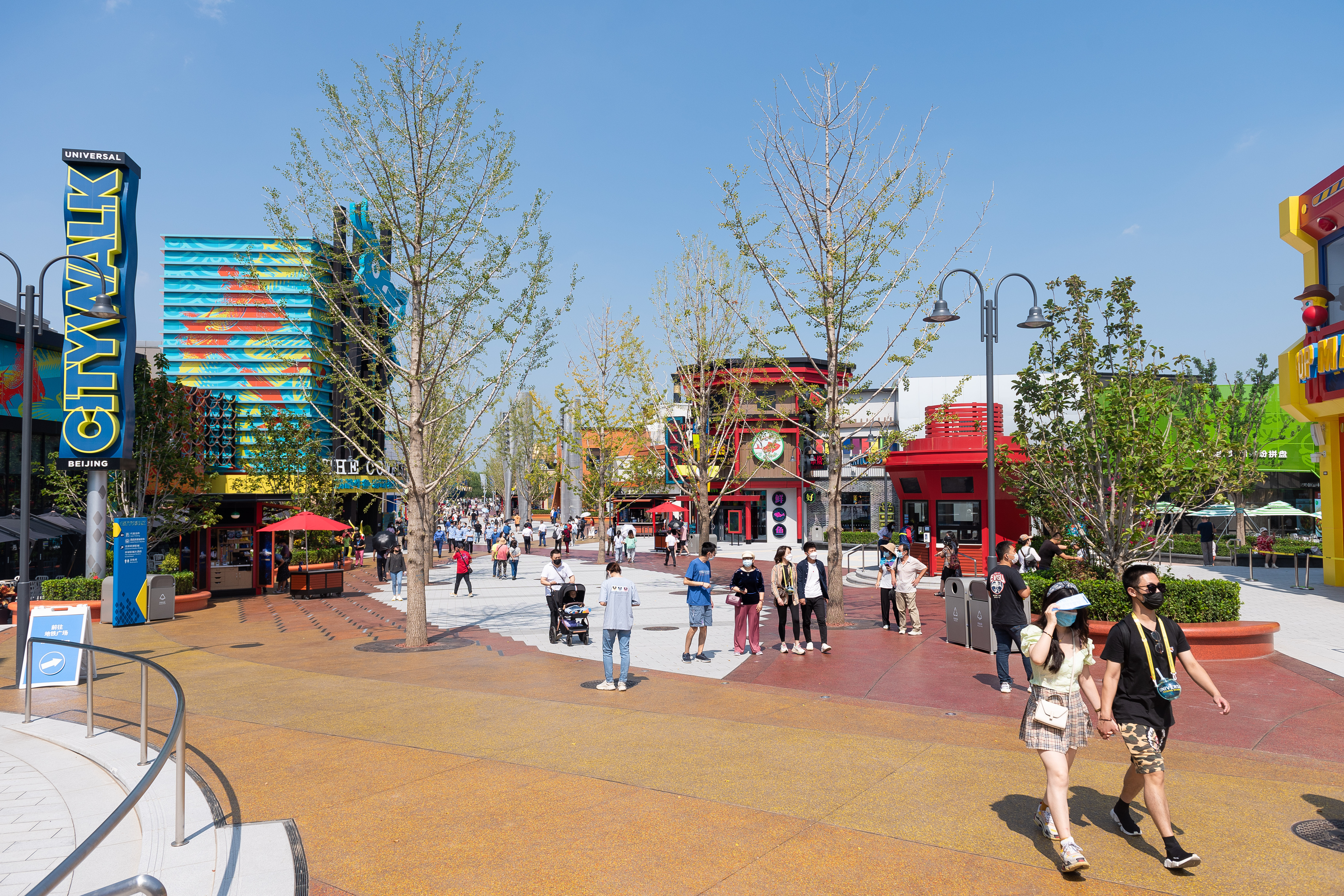
北京环球城市大道

- 北京环球城市大道

## 票价
北京环球影城指定单日门票采用四级票价结构，分为淡季日、平季日、旺季日和特定日门票。
- 淡季日：门票价格为人民币418元，涵盖部分春季和秋季日期、大部分冬季日期。
- 平季日：门票价格为人民币528元，涵盖大部分春季和秋季日期、部分冬季日期。
- 旺季日：门票价格为人民币638元，涵盖开园当月、部分中国法定节假日、部分暑期日期、部分春季和秋季日期。
- 特定日：门票价格为人民币748元，涵盖部分中国法定节假日、大部分暑期日期。

## 交通

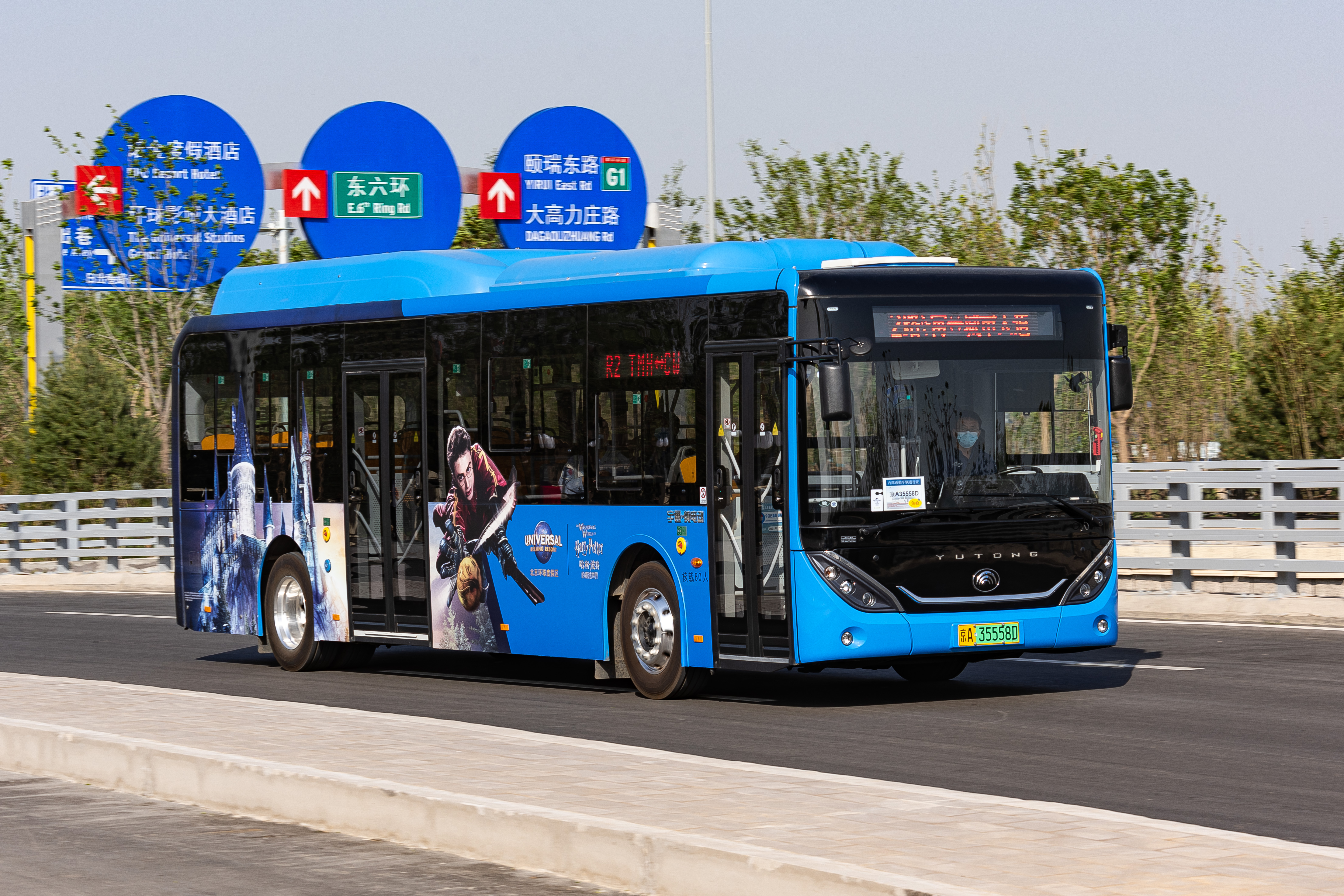
环球度假区员工巴士

### 地铁

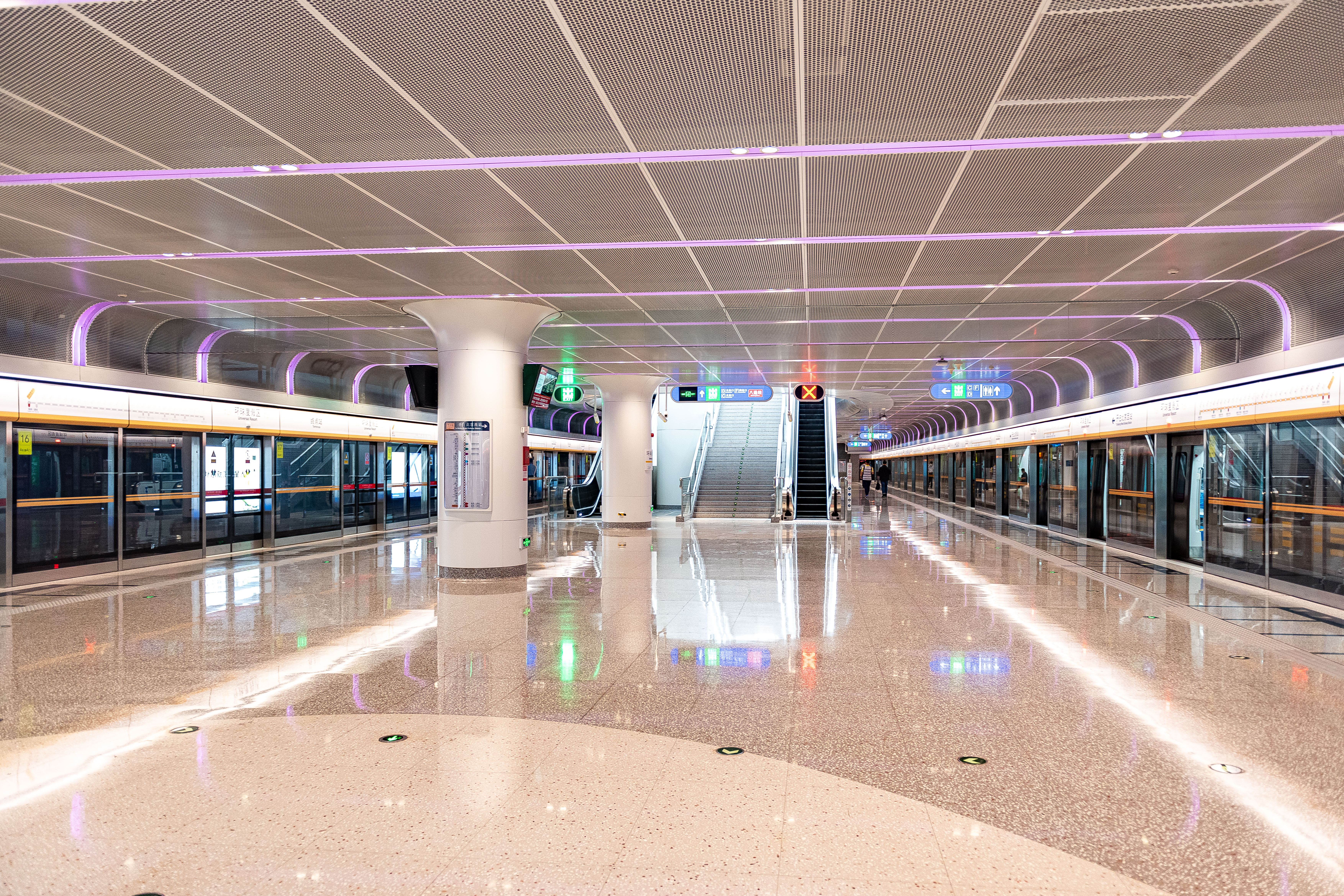
環球度假區站

北京地铁7号线及八通線的終點站分別延长至环球度假区站，乘客可通过地鐵來往北京中心城區，地铁环球度假区站于2021年8月26日投入运营。

### 汽車
2021年8月26日，两条地面公交线路（589路、T116路）延长至环球度假区。此外为环球度假区新增的京哈高速公路田家府收费站及北京六环路张家湾北收费站已于8月20日启用。

## 未来扩建
环球度假区二期计划在“十四五”时期启动建设，总面积2.2平方公里。